# Lecane spiniventris
Lecane spiniventris är en hjuldjursart som beskrevs av Segers 1994. Lecane spiniventris ingår i släktet Lecane och familjen Lecanidae. Inga underarter finns listade i Catalogue of Life.